# Бочкор, Андреа Гейзовна
Андреа Гейзовна Бочкор (венг. Bocskor Andrea, укр. Андрея Гейзівна Бочкор; род. 11 августа 1978, Берегово, Закарпатская область) — венгерский политик. Депутат Европейского парламента (с 2014 года) от партии «Фидес — Венгерский гражданский союз». Представляет интересы венгерского населения Закарпатья. Проживает в Берегово (Закарпатская область). Владеет венгерским, английским, украинским и русским языками.

## Биография
Родилась 11 августа 1978 в Берегово Закарпатской области. Окончила филологическое отделение Закарпатского венгерского института по специальности «английский язык» (2002). Позднее училась в Будапештском университете. Занималась преподаванием в Закарпатском венгерском институте им. Ференца Ракоци II. В 2013 году стала доктором исторических наук, защитив диссертацию в Институте истории Украины НАН Украины.
В 2014 году по списку «Фидес — Венгерский гражданский союз» была избрана депутатом Европейского парламента. Бочкор стала первым в истории представителем Европейского парламента, который имеет украинское гражданство. В Европейском парламенте Бочкор занимается проблемами венгерской общины Закарпатья. В августе 2014 года Народный депутат Украины от ВО «Свобода» Тарас Осауленко обратился к Службе безопасности Украины с просьбой проверить деятельность Бочкор «на предмет шпионажа». В 2019 году Бочкор вновь была избрана членом Европарламента. В 2020 году данные Бочкор были добавлены в базу сайта «Миротворец». После этого Еврокомиссар от Венгрии Оливер Варгеи на заседании Совета ассоциации Украина-ЕС, потребовал от украинской стороны прекратить деятельность сайта «Миротворец».